# Judici contra Mas, Ortega i Rigau pel 9-N
El judici contra Mas, Ortega i Rigau pel 9-N (també conegut per 6-F, en referència a la seva data) és el judici convocat el 6 de febrer de 2017 contra l'expresident de la Generalitat de Catalunya Artur Mas, l'exvicepresidenta Joana Ortega i l'exconsellera d'educació Irene Rigau al Tribunal Superior de Justícia de Catalunya, acusats de desobediència i prevaricació, per haver organitzat la consulta sobre la independència de Catalunya del 9 de novembre del 2014, malgrat la prohibició dictada prèviament pel Tribunal Constitucional d'Espanya. Artur Mas podria resultar inhabilitat durant deu anys per exercir càrrecs públics i Ortega i Rigau, nou. Els fets judicialitzats se centren en els cinc dies que van des de la suspensió acordada pel Tribunal Constitucional, el 4 de novembre del 2014, fins a la celebració de la jornada participativa, el 9 de novembre, on van votar 2,3 milions de persones, el 80,7% a favor de la independència. El jutge fou Jesús Maria Barrientos.

## Context
El judici es va celebrar en el context del procés independentista català enmig d'un clima de tenses relacions dialèctiques entre el govern espanyol i el de la Generalitat de Catalunya. La setmana abans de l'inici del judici els dos diaris espanyols més influents, El País i El Mundo, havien proclamat el final de l'Operació diàleg perquè els resultats dels presumptes intents d'iniciar un diàleg havien estat "escassos" i per això van reclamar al govern espanyol "una resposta ferma i proporcionada" que no concretaven.
Els catalans estaven dividits sobre la independència però majoritàriament eren partidaris d'un referèndum. Una enquesta de finals de desembre mostrava que el 46% dels catalans estan en contra de la independència i un 45,3% estan a favor. En el moment d'iniciar el judici faltaven set mesos del previst Referèndum sobre la independència de Catalunya, que en aquesta ocasió sí que es plantejava com a vinculant, però no estava clar de quina manera es vehiculararia.
Alguns mitjans de comunicació, així com polítics com el mateix Mas, s'aventuraven a afirmar que el judici animaria el debat de l'autodeterminació. Alguns diaris escocesos com el The National van comparar el procés independentista català i l'escocès, apuntant el judici podria "exacerbar les tensions entre el govern central i els independentistes de la regió més rica" de l'Estat.

## Preàmbuls

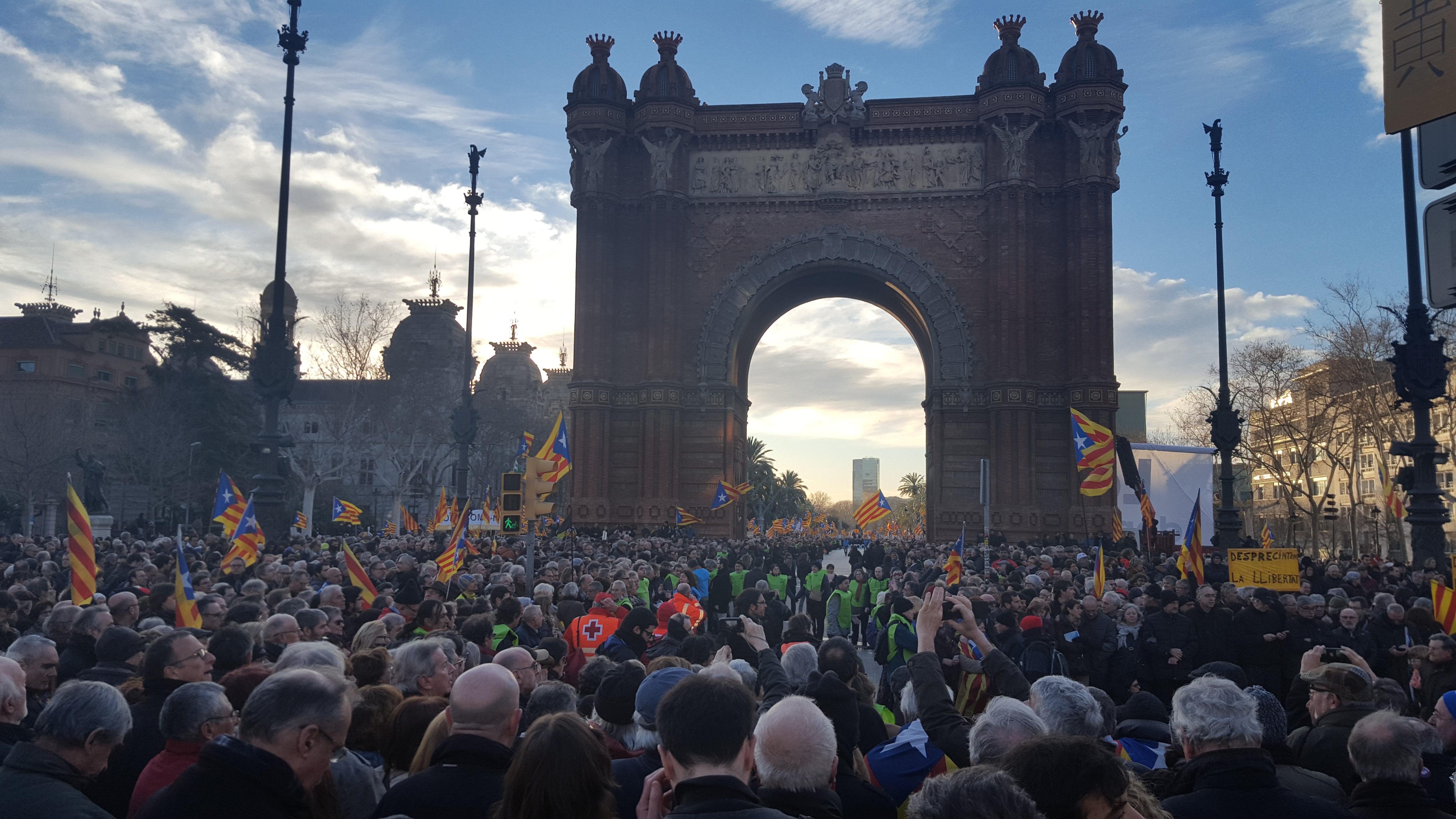
Protestes abans del judici.

El 4 de novembre del 2014 el Tribunal Constitucional va admetre a tràmit el segon recurs de l'Estat contra la consulta. No obstant, tal com estava previst, la consulta se celebrà el 9 de novembre del 2014. Dotze dies després, el 21 de novembre, el fiscal superior de Catalunya, José María Romero de Tejada, per ordre del fiscal general de l'Estat Eduardo Torres-Dulce, va presentar una querella contra Mas, Ortega i Rigau per desobediència, prevaricació i malversació. Torres Dulce dimitiria tres setmanes després, el 18 de desembre, per discrepàncies amb el govern espanyol, que considerava que la querella s'havia d'haver impulsat abans. El 22 de desembre del 2014, el jutge del cas, Joan Manel Abril, decideix investigar el 9N i tramitar la querella.
El 13 d'octubre del 2015 Ortega i Rigau van declarar com a investigades, i el 15 del mateix mes ho va fer Mas. El 2 de febrer del 2016 la fiscalia va demanar investigar també l'exconseller Francesc Homs, que s'assumeix el 19 de maig del 2016. El 28 de juny del 2016 la investigació arriba al final excloent la malversació, però mantenint l'acusació de desobediència i prevaricació. El 15 de desembre del 2016 el tribunal desestima els escrits de la defensa i el 23 de desembre fixa les dates del judici, que s'allargarà del 6 al 10 de febrer de 2017.

## Judici

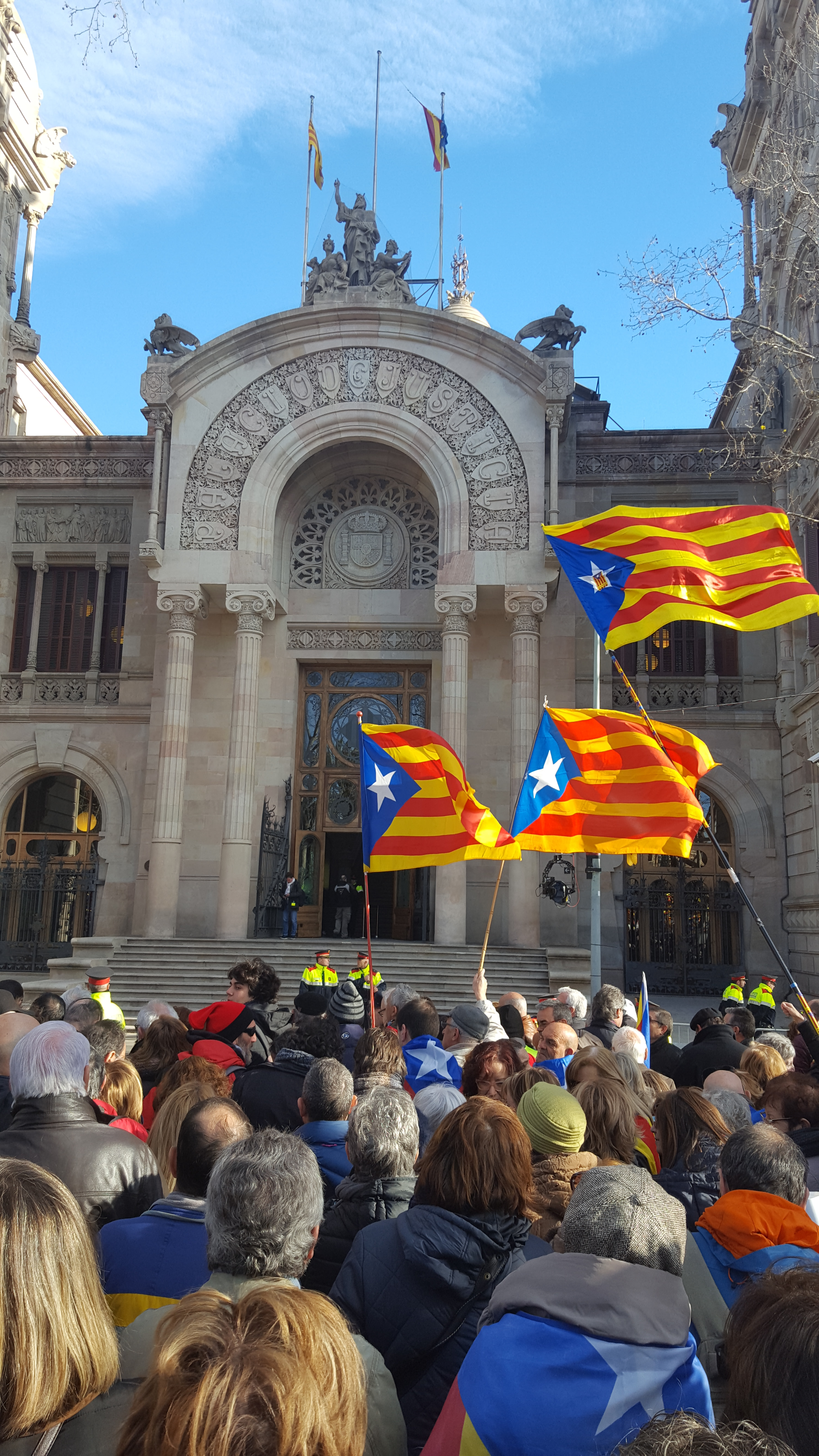
Protestes al davant del TSJC on se celebrava el judici.

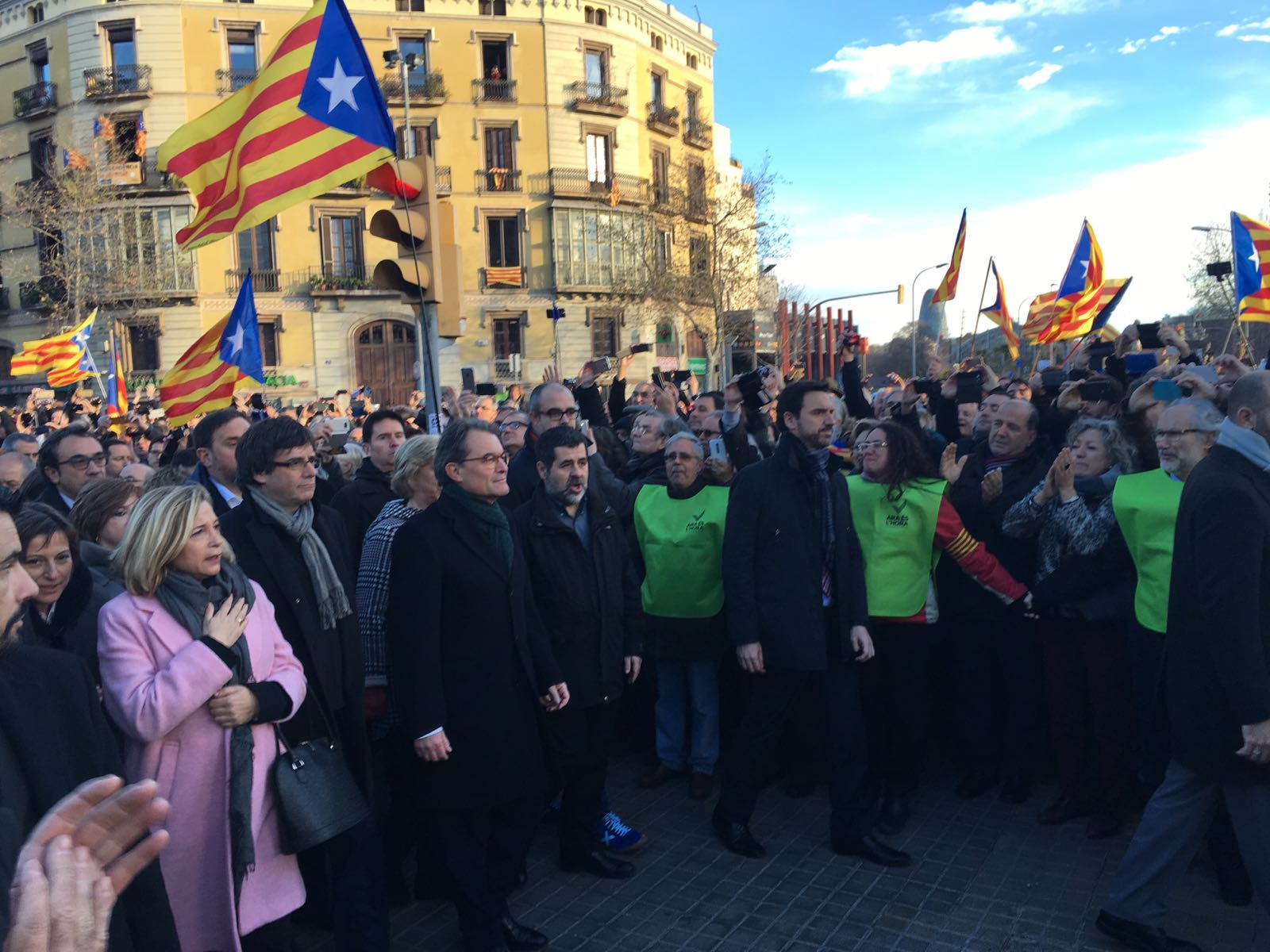
Durant el recorregut entre el Palau de la Generalitat i el Palau de Justícia

El judici va començar el 6 de febrer de 2017 amb l'interrogatori del jutge a Mas, Ortega i Rigau. El president Carles Puigdemont va fer una breu declaració institucional al Palau de la Generalitat i després els tres encausats van sortir caminant del mateix Palau, per desplaçar-se a peu fins a la seu del judici, el TSJC del Passeig de Lluís Companys. Durant el recorregut van comptar amb el suport d'unes 40.000 persones, segons la Guàrdia Urbana de Barcelona, algunes de les quals van arribar amb els 168 autocars desplaçats des de diversos indrets de Catalunya. Durant el trajecte es van aturar al Fossar de les Moreres, on estan enterrats els màrtirs del 1714 i on es va cantar Els Segadors.
Durant l'interrogatori del dia 6 Mas va declarar que la iniciativa política de la consulta havia estat seva, com a president que era. Tal com també va fer Ortega i Rigau, van posar en relleu la participació de voluntaris en l'organització de la consulta i van denunciar la manca de claredat del Tribunal Constitucional sobre què és el que havien de paralitzar. Mas va defensar que la consulta va ser per conèixer l'opinió dels ciutadans d'una manera legal i no vinculant. Durant el judici hi ha acreditats 342 periodistes, fotògrafs, càmeres i tècnics de 70 mitjans de comunicació, set d'ells estrangers.
El 7 de febrer la fiscalia van començar interrogar els testimonis. Els primers van ser els inspectors d'ensenyament i la directora d'un institut de l'Hospitalet que no va voler donar les claus per la celebració de la consulta, que va dir que havia rebut pressions. El dimecres l'exconseller Francesc Homs va defensar que el 9-N era legal i va acusar el govern espanyol d'actuar amb "abús de dret".
El dijous 9 de febrer els interrogats van ser 5 dels 45.000 voluntaris, i el cap de comunicació d'Ortega Carles Fernández. També van declarar dos agents de la Guàrdia Civil que van dir que no havien tingut accés al programari i que s'actualitzà la web després de la prohibició. El mateix dijous es va fer públic que els fiscals Francisco Bañeres i Emilio Sánchez Ulled havien elevat les conclusions provisionals a definitives, reclamant 10 anys d'inhabilitació per a Mas pels delictes de desobediència i prevaricació i 9 per a les "cooperadores necessàries" Ortega i Rigau. Les defenses també van mantenir que Mas, Ortega i Rigau no van cometre cap delicte perquè a partir del 4 de novembre ho van deixar tot en mans de voluntaris.
L'últim dia del judici va començar amb l'informe de l'acusació, on el fiscal Emilio Sánchez Ulled va defensar que el judici no era polític, sinó sobre si s'havia desobeït el mandat del Tribunal Constitucional. Va considerar provat que "Mas va organitzar una estratègia per desobeir". Sánchez Ulled va afegir que la fiscalia no va actuar el cap de setmana del 9-N perquè no estava provat si la Generalitat estava al darrere. Al final de la seva intervenció va voler defensar la independència del tribunal assegurant que "aquest judici també és democràcia. (...) La fiscalia no depèn del govern. No hem rebut cap instrucció des del govern".
En el seu torn de l'últim dia del judici, els advocats dels acusats van insistir en no hi havia hagut desobediència perquè el TC no va donar una instrucció expressa d'actuació ni va resoldre el recurs d'aclariment presentat pel govern de la Generalitat després de la suspensió del 4 de novembre. Els tres advocats, Xavier Melero, Rafael Entrena i Jordi Pina van lamentar que aquest era un judici polític. En les seves últimes intervencions del judici, Mas va dir que el judici només es podia explicar "per l'èxit del 9-N" i "perquè han volgut que algú pagués" pel que "es va considerar" un "desafiament"; Ortega va recordar allò que li havia dit l'ex-president portuguès Mario Soares: "Catalunya acabarà essent allò que vulguin els catalans", i Rigau es va dir: "No em va depurar el franquisme i em pot inhabilitar la democràcia al final de la meva trajectòria?". El judici estava vist per sentència.

## Conseqüències

### Acusacions i diàleg
Durant el judici el govern català va denunciar la politització de la justícia mentre el govern espanyol defensava la divisió de poders. El president de la Generalitat, Carles Puigdemont va afirmar el primer dia des del Parlament que "la democràcia espanyola ha emmalaltit". Al final del judici el ministre portaveu Íñigo Méndez de Vigo, va dir que "a Espanya la justícia és independent".
Durant els dies del judici no hi va haver gaires sortides de to, tothom va mesurar les paraules. Potser una de les més sonades va ser la de l'expresident del parlament espanyol José Bono que va admetre que el 2006 havia dimitit com a ministre de Defensa perquè estava en contra de l'Estatut, i va titllar "el moviment secessionista" de "plantejament ranci i egoista". El portaveu del Partit Popular al Parlament Europeu, Esteban González Pons, durant el 18è congrés del PP que va començar el dia que acabava el judici, va fer un discurs nacionalista espanyol on va acusar Puigdemont d'assemblar-se a la líder del Front Nacional, de l'extremadreta francesa, Marine Le Pen, i als populismes "que amenacen la pau" perquè "votar per excloure, trencar i fustigar els qui voten diferent també és una dictadura".
En el que van coincidir tant els polítics catalans, com els espanyols, com els líders europeus que van opinar sobre el judici, va ser en que calia diàleg, tot i que ningú va concretar de quina manera s'havia de vehicular. Durant el judici Soraya Sáenz de Santamaría va insistir en la predisposició del govern espanyol en l'Operació diàleg. En el mateix sentit es va pronunciar Puigdemont al final del judici, quan va dir que el govern espanyol encara era a temps de dialogar i seure en una taula política, i no a través de jutges i fiscals.

### Ressò internacional
La premsa internacional en va parlar el primer dia de manera significativa. Durant els dies del judici eurodiputats de tots els grans grups polítics al Parlament Europeu van lamentar la judicialització del procés independentista i van reclamar diàleg i una solució política a Madrid. Va ser el cas de Csaba Sógor, del Partit Popular Europeu; Ana Gomes, socialdemòcrata portuguesa; Ivan Jakovcic, liberal; Mark Demesmaeker, del grup conservador i reformista europeu; Ska Keller, dels Verds, i Marisa Matias, de l'Esquerra Unitària.
El secretari parlamentari del ministre d'Afers Estrangers canadenc Matt DeCourcey va dir en nom del govern del Canadà que "els drets humans, en els quals va incloure de manera implícita el d'autodeterminació, han de ser respectats en tots els casos, sense excepció". Per aquest motiu va afirmar al parlament d'Otawa que farà saber al govern espanyol, en relació al judici, que els drets democràtics han de ser respectats arreu del món. Uns dies després quinze diputats del govern suís es van mostrar disposats a parlar de ‘democràcia directa’ amb Espanya en relació amb la situació política de Catalunya.